# Fontaine des Wittelsbach
La fontaine des Wittelsbach (Wittelsbacher Brunnen) est une fontaine monumentale située au nord-ouest du centre-ville de Munich, à la transition de la Lenbachplatz vers la Maximiliansplatz. Elle a été construite de 1893 à 1895 sur les plans du sculpteur Adolf von Hildebrand avec l'aide d'Erwin Kurz (sculpteur) en style néo-classique. Son motif est une allégorie des forces élémentaires des éléments de l'Eau. La fontaine est considérée comme l’une des installations les plus achevées sur le plan artistique de la capitale bavaroise.

## Histoire
La ville de Munich a voulu cette installation, afin de fournir de l'eau potable aux citoyens en 1883. En 1889, elle élabore un concours pour la conception de la fontaine, à partir duquel les croquis de Hildebrand sont ressortis gagnants. Toutefois, l'attribution du contrat était subordonnée à la condition que Hildebrand déménage sa résidence à Munich. Après presque deux ans de travaux, l'inauguration de la fontaine a eu lieu le 12 juin 1895. 
Lors des raids aériens sur Munich pendant la Seconde Guerre mondiale, la fontaine a été gravement endommagée, et restaurée après la guerre par le sculpteur et étudiant de Hildebrand, Theodor Georgii. Le 3 octobre 1952, la fontaine a été remise en service. 

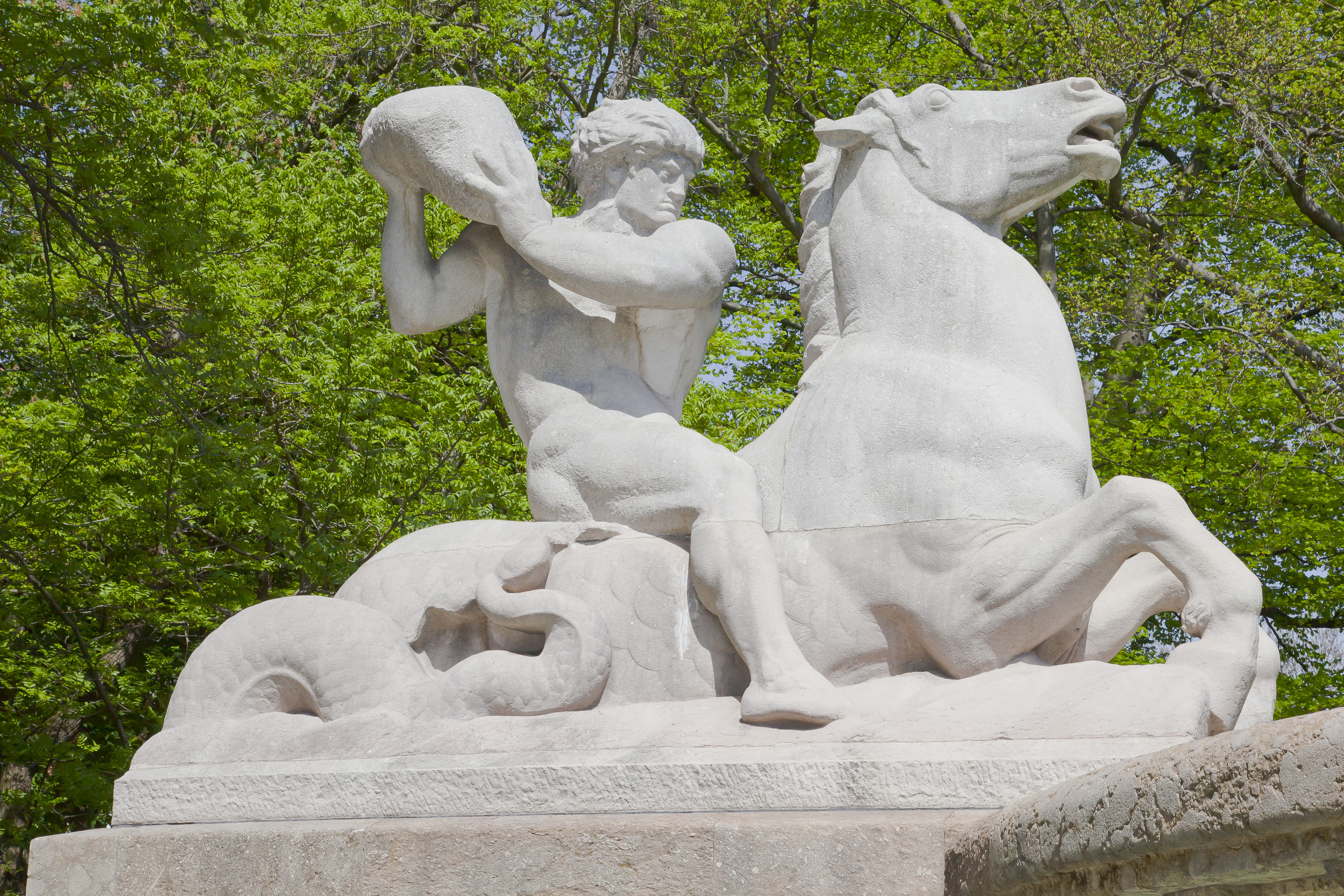
Allégorie de la destruction.

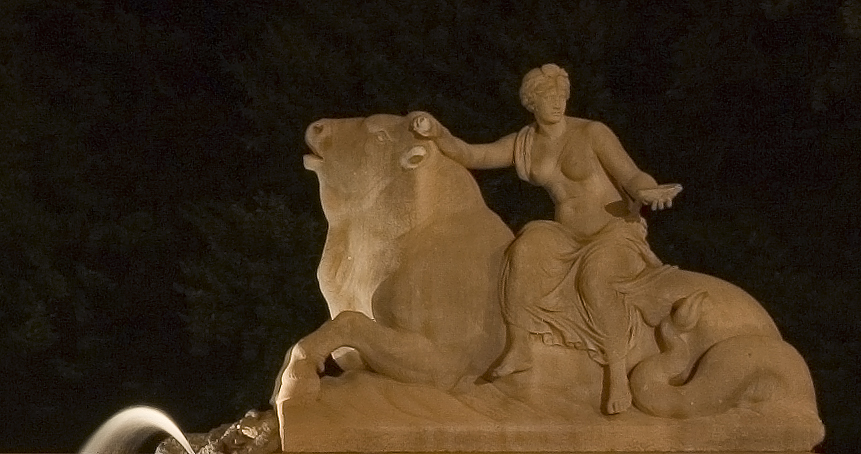
Allégorie de la bénédiction.

## Galerie

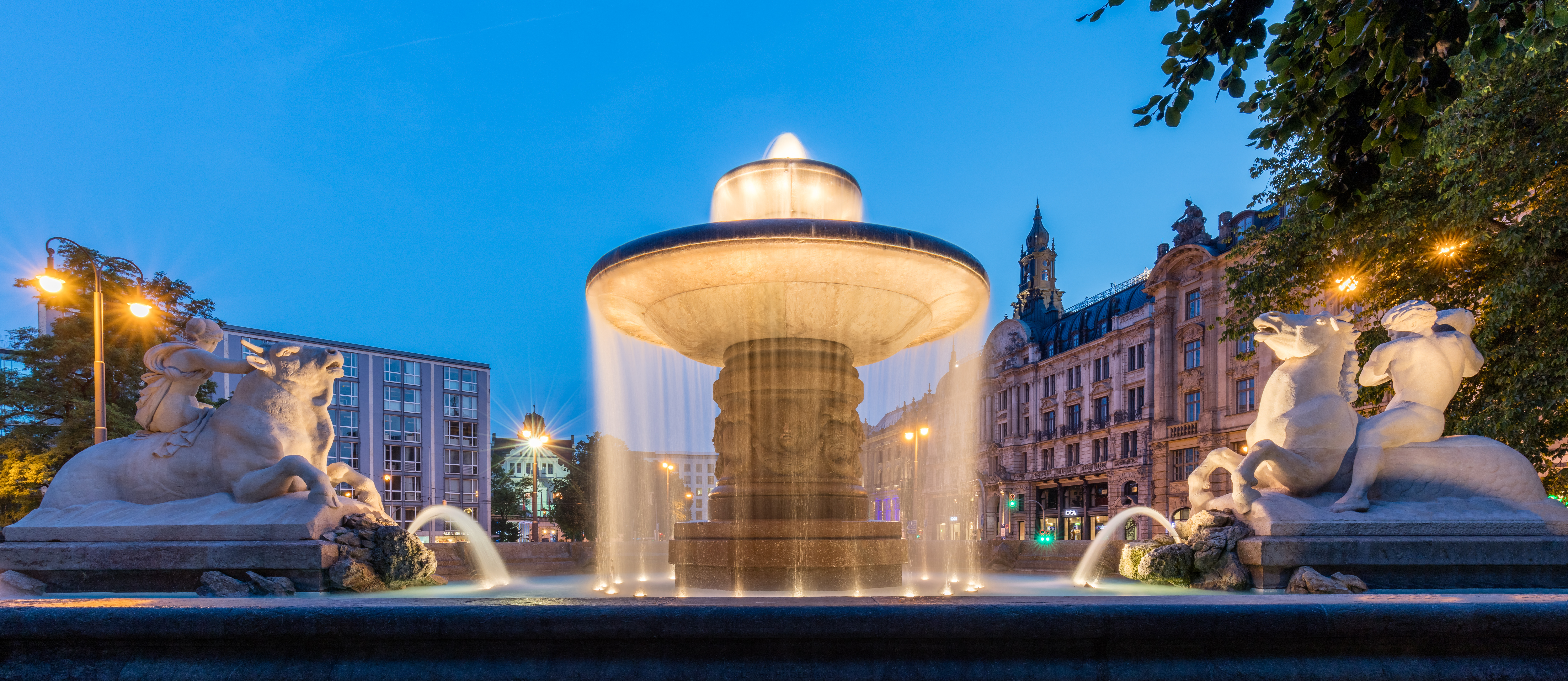
Vue de l'arrière.
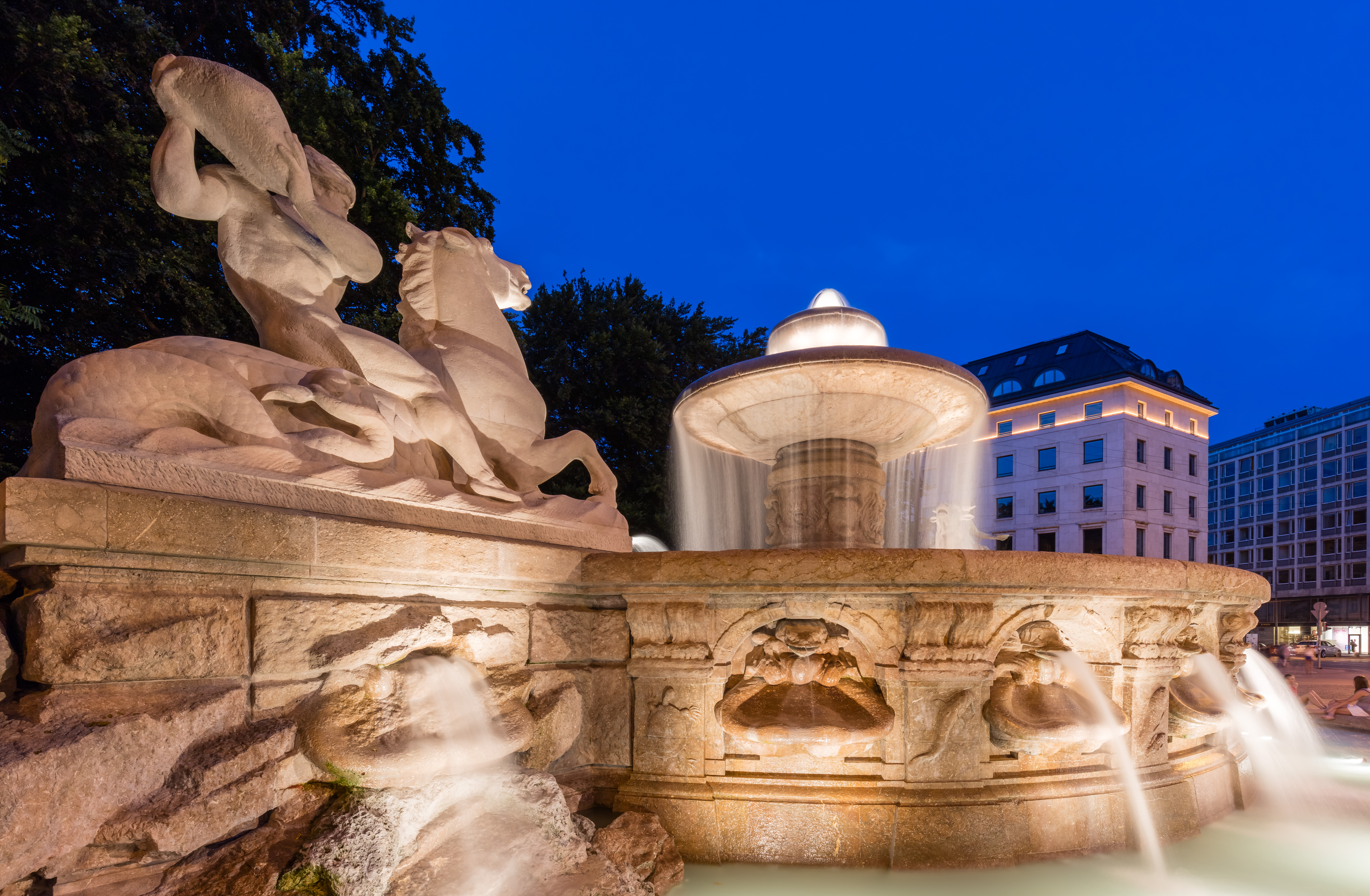
Vue latérale.
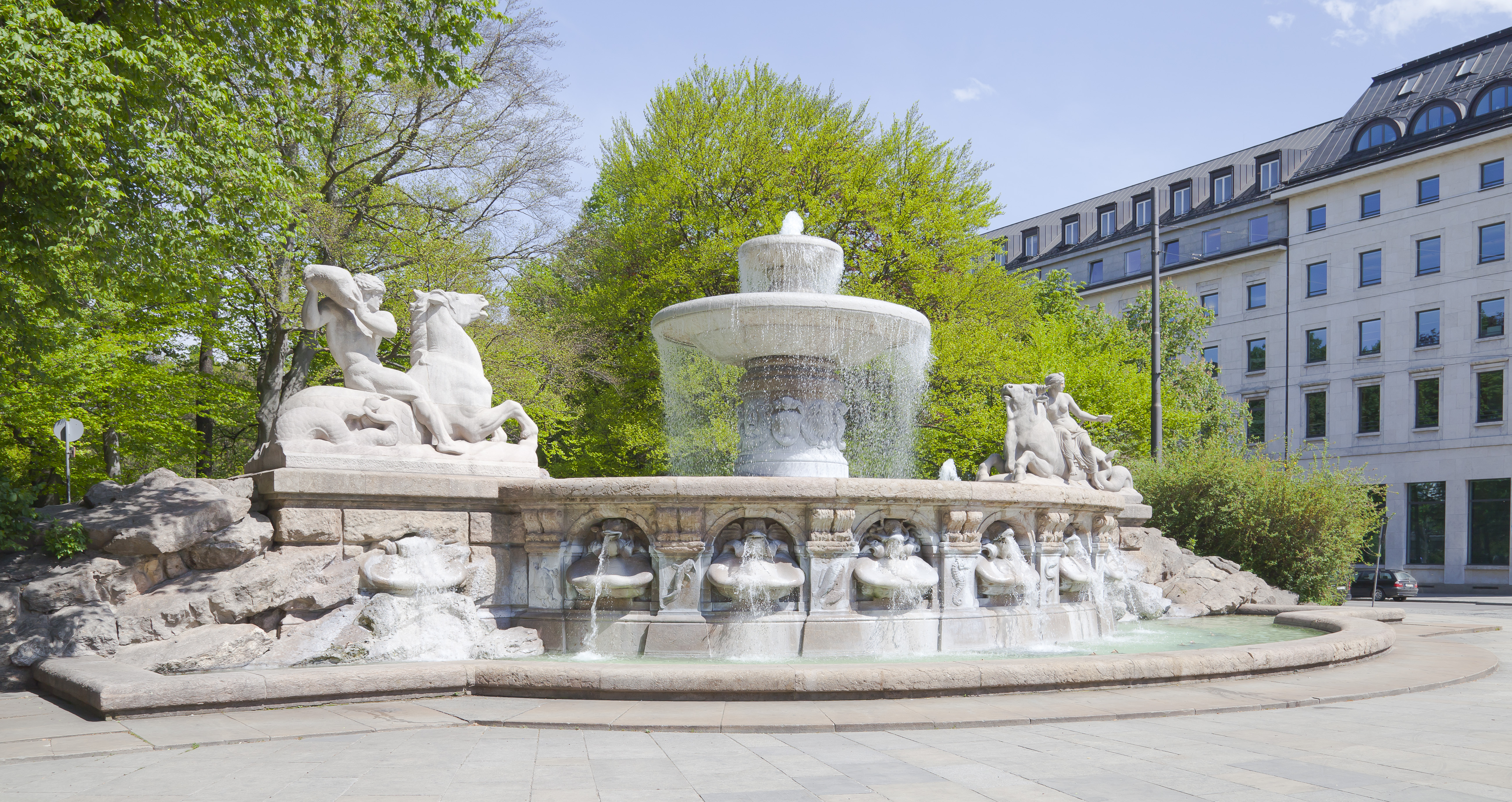
La Fontaine de jour.
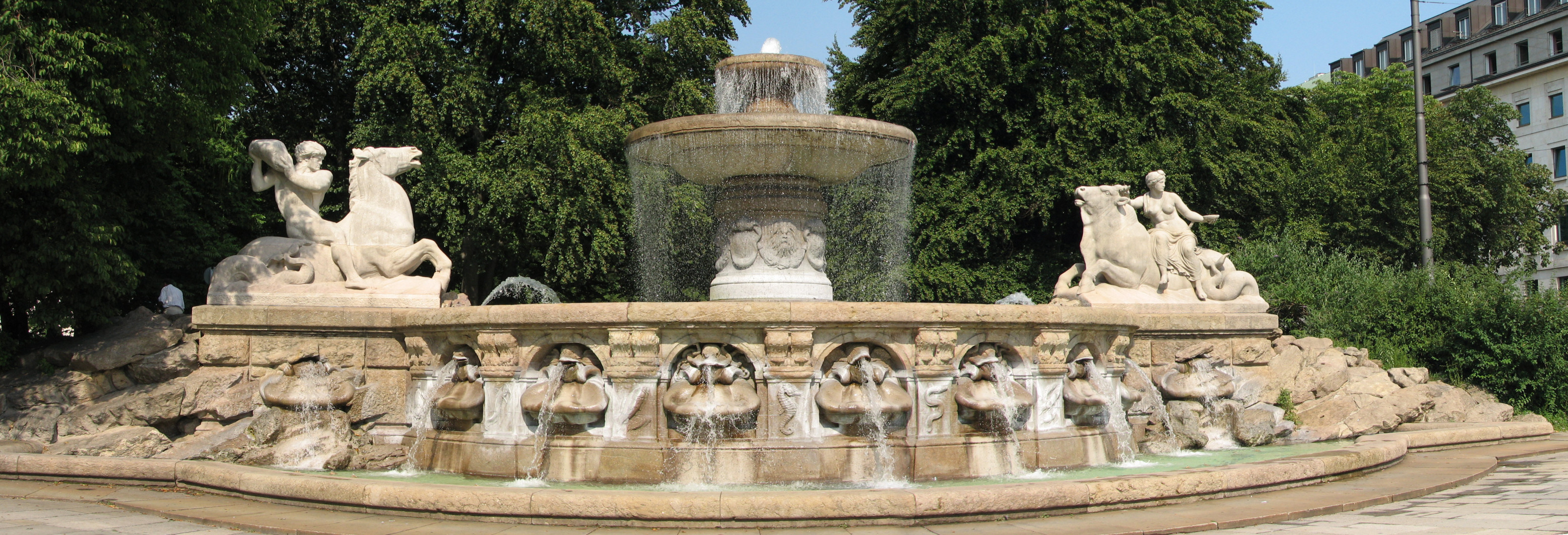
Environnement (juin 2007)
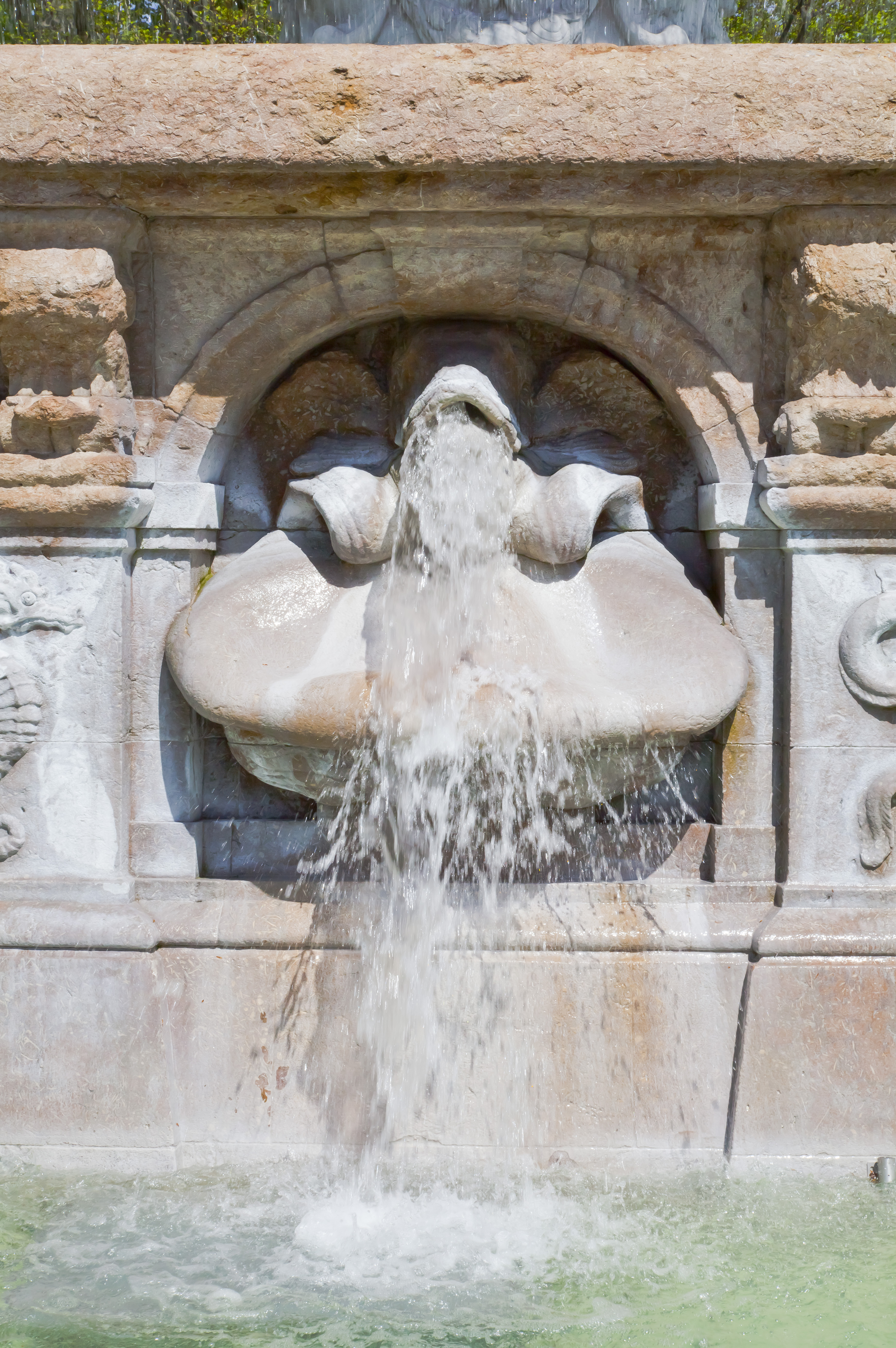
Détail : gargouille.
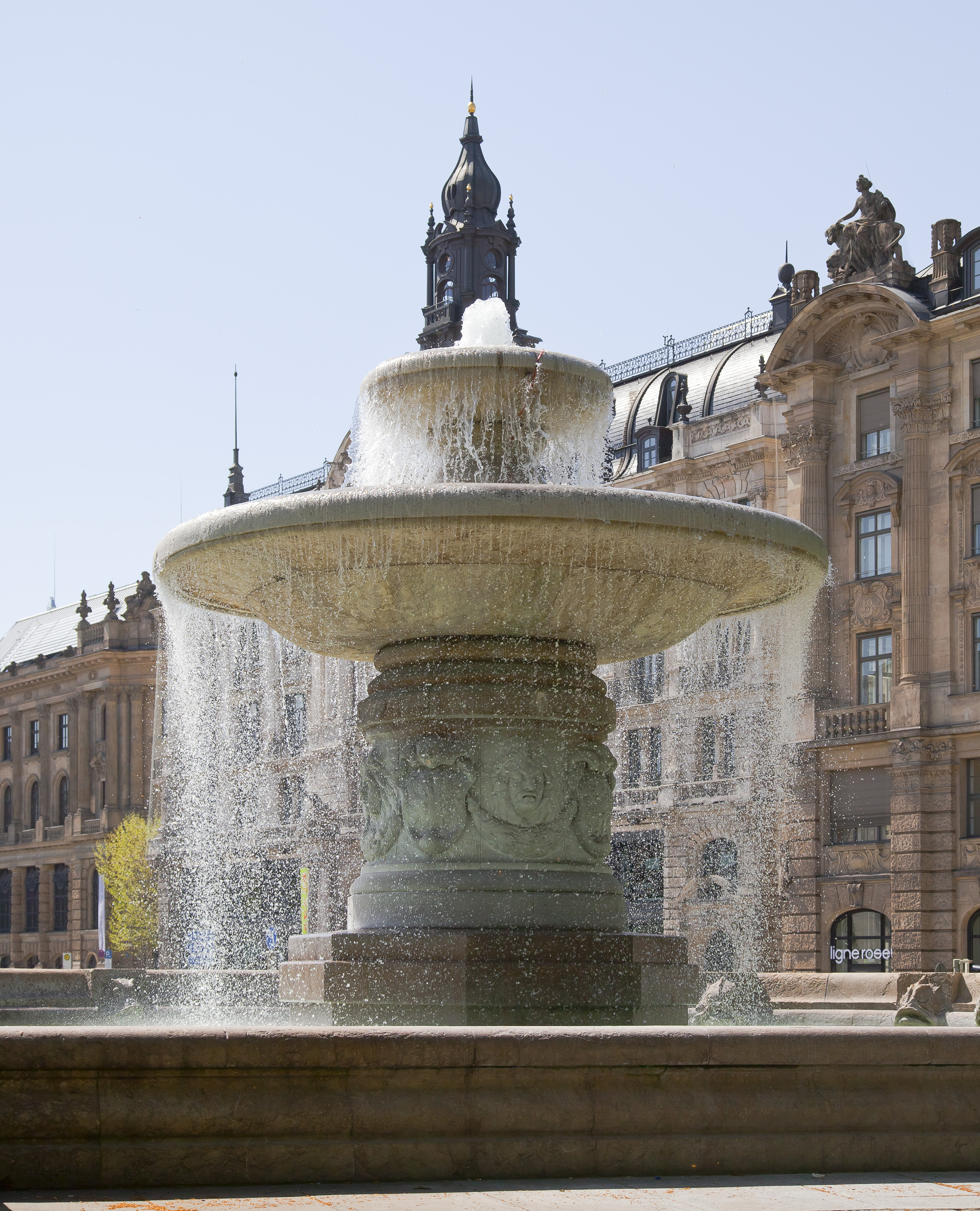
Détail : fontaine.
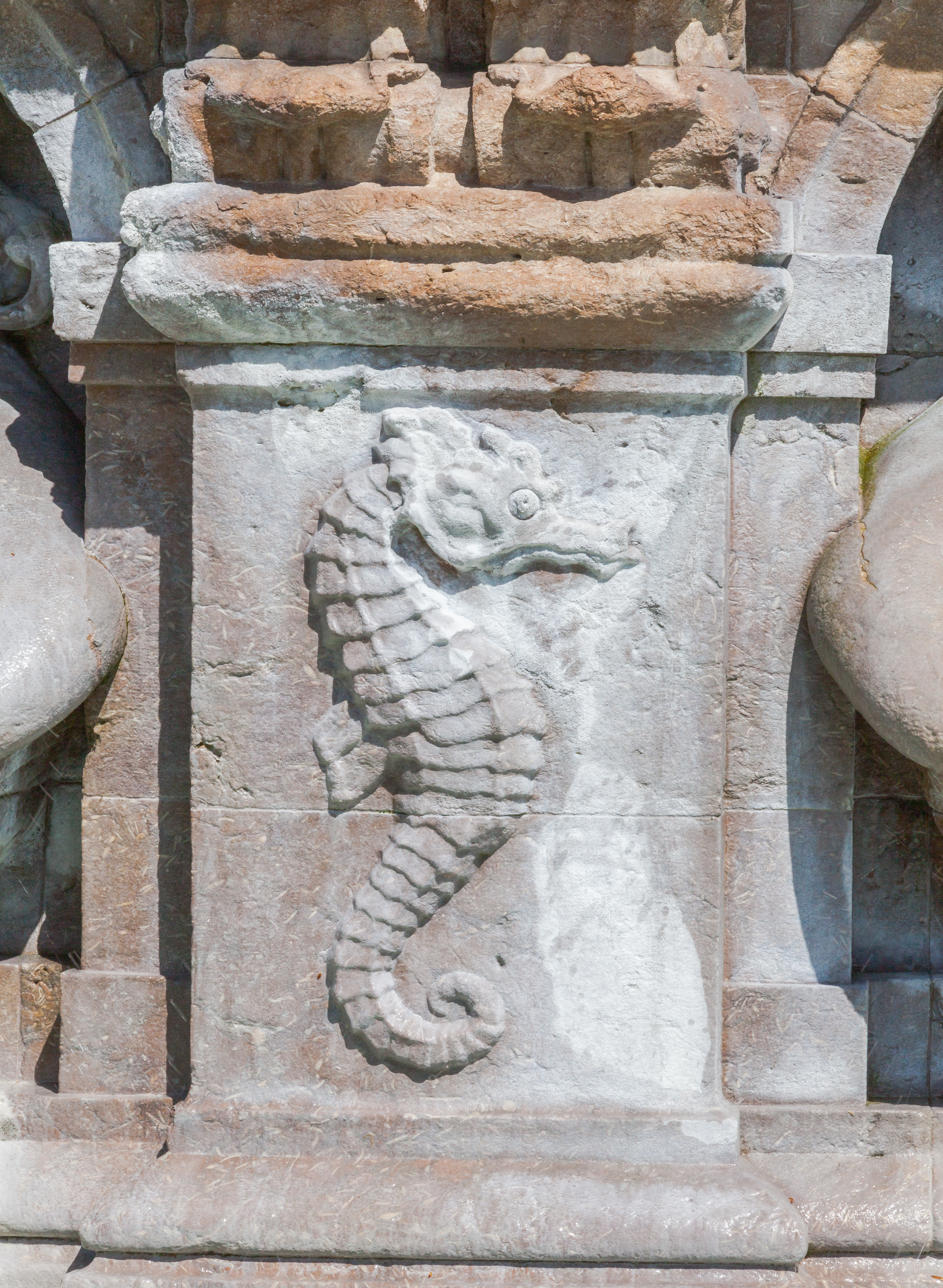
Détail : cheval marin.
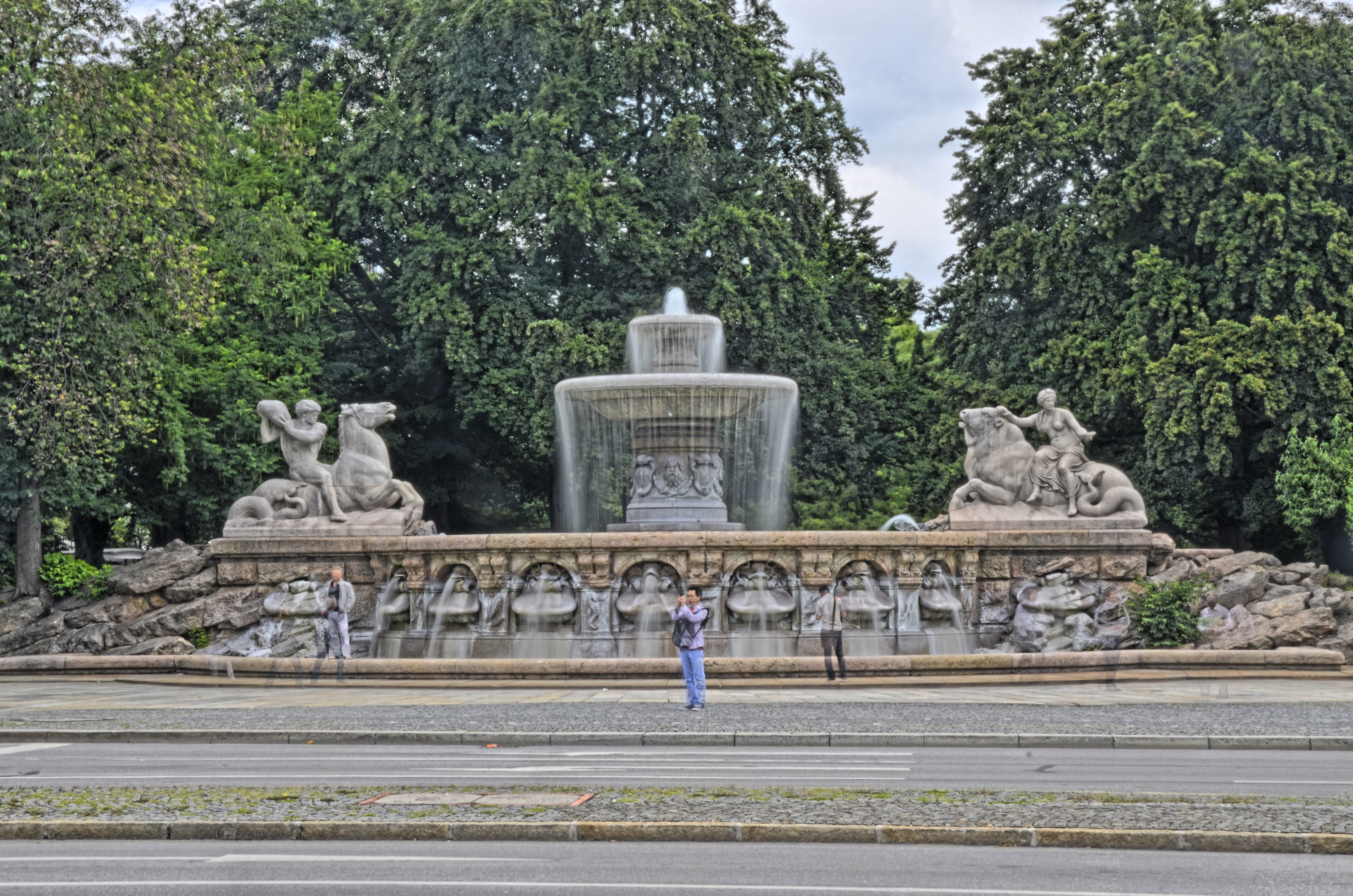
La fontaine à la lumière du jour.
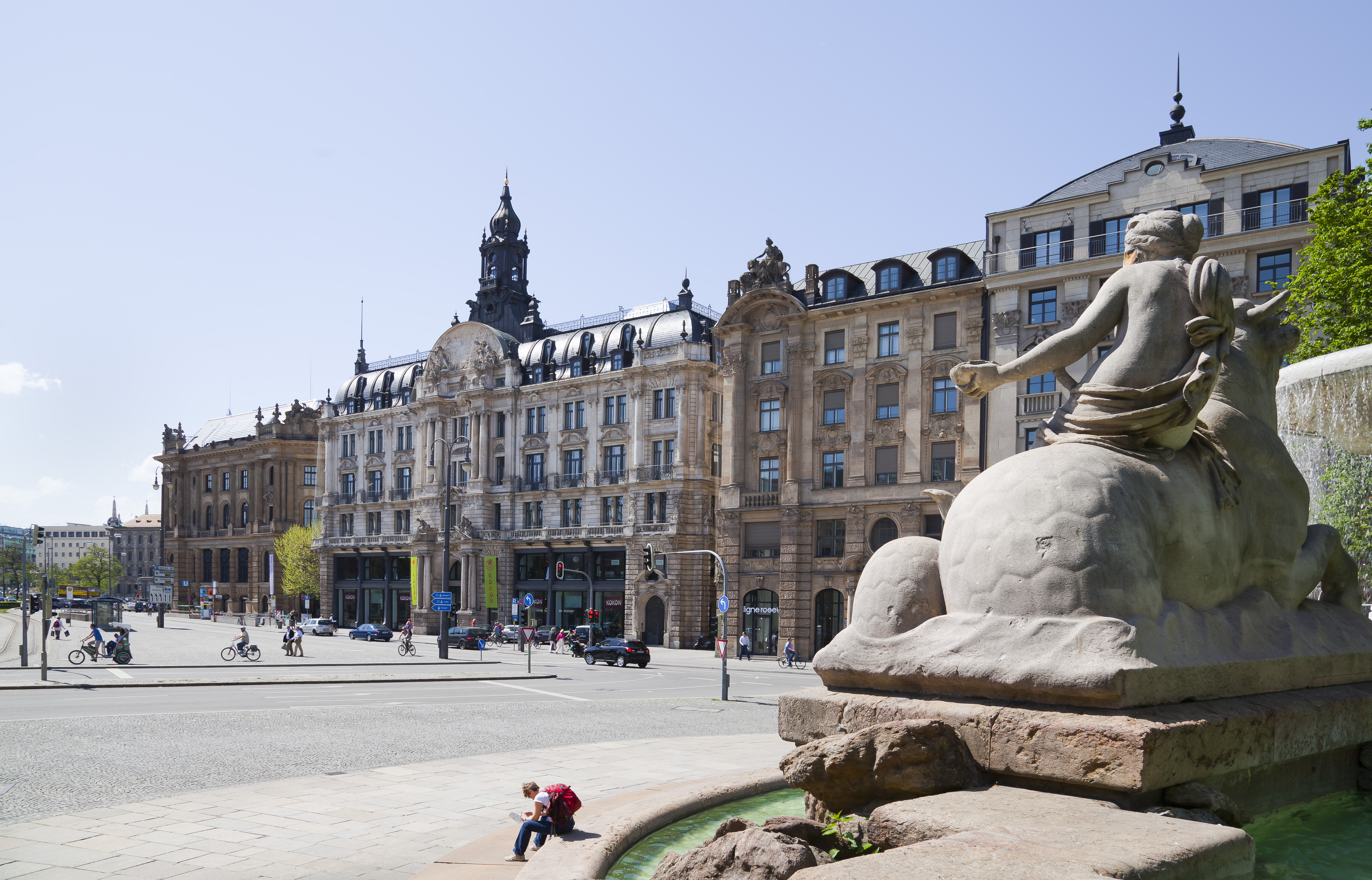
La Lenbachplatz vue depuis la fontaine.